# Отхта

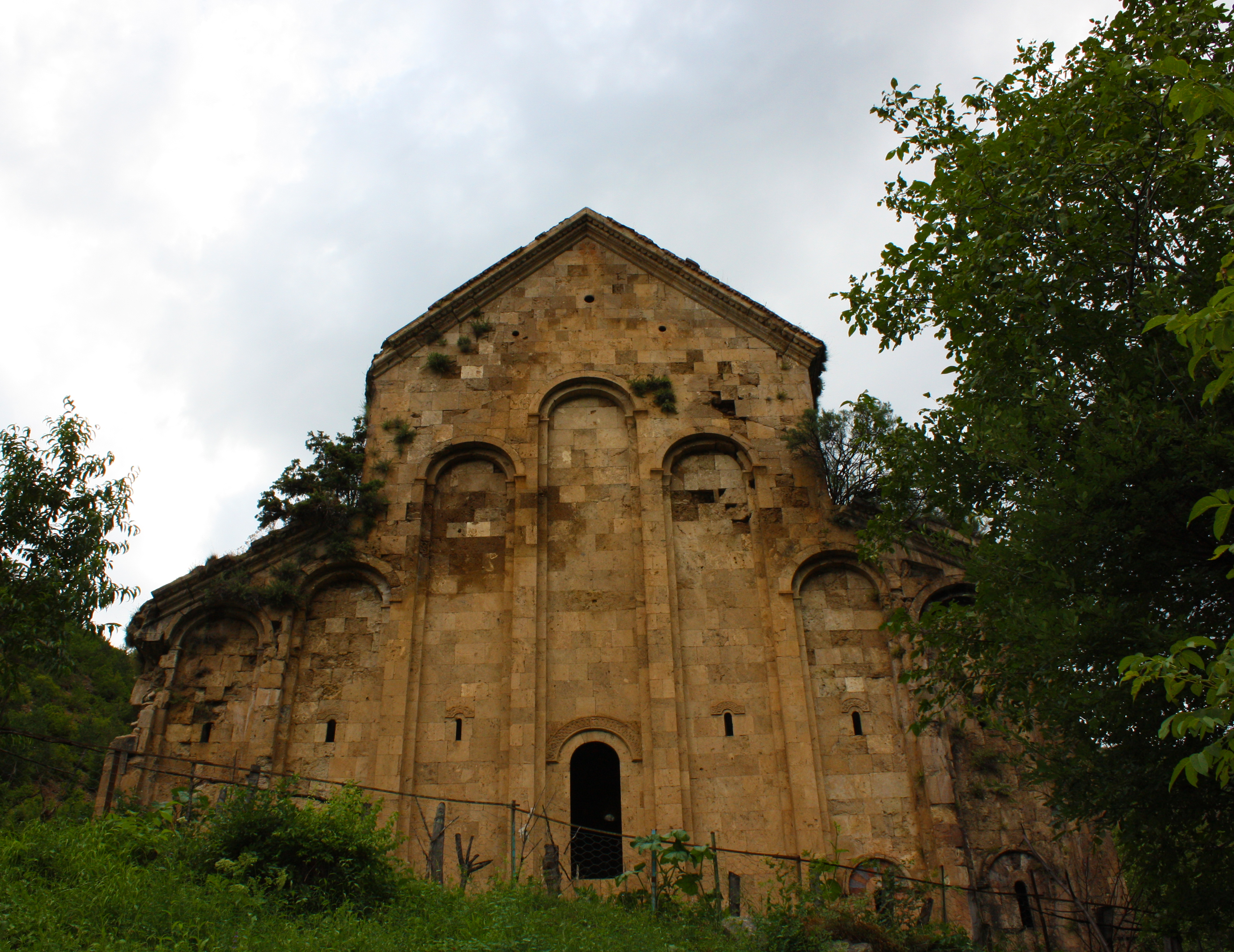

Церква Отхта (груз. ოთხთა ეკლესია дослівний переклад Церква Чотирьох) —  грузинський катедральний православний храм, один із шедеврів грузинської архітектури X століття. 
Церква розташована на території сучасної Туреччини, в долині річки Чорох, за 5 кілометрів від села Отхта. Церква Отхта, поряд з церквою Пархаєв, є найважливішим прикладом базиліки пізнього періоду. Згідно з письмовими джерелами, церква Отхта була головним будинком монастиря, який існував з незапам'ятних часів. Пропорціями церква Отхта відрізняється від базилік раннього типу (наприклад, Болнісі та Урбнісі).
Центральний неф церкви, що закінчується апсидою, помітно підноситься над бічними нефами. Фасади прикрашені вузькими і високими декоративними арками. Церква побудована з цеглин і квакорів, облицьована обробленим коричневим матеріалом. Інтер'єр був прикрашений фресками. Біля базиліки розташовані руїни трапезної і великої тринефної будівлі, можливо семінарії. Там же розташована маленька каплиця, в якій існувала гробниця.

## Галерея

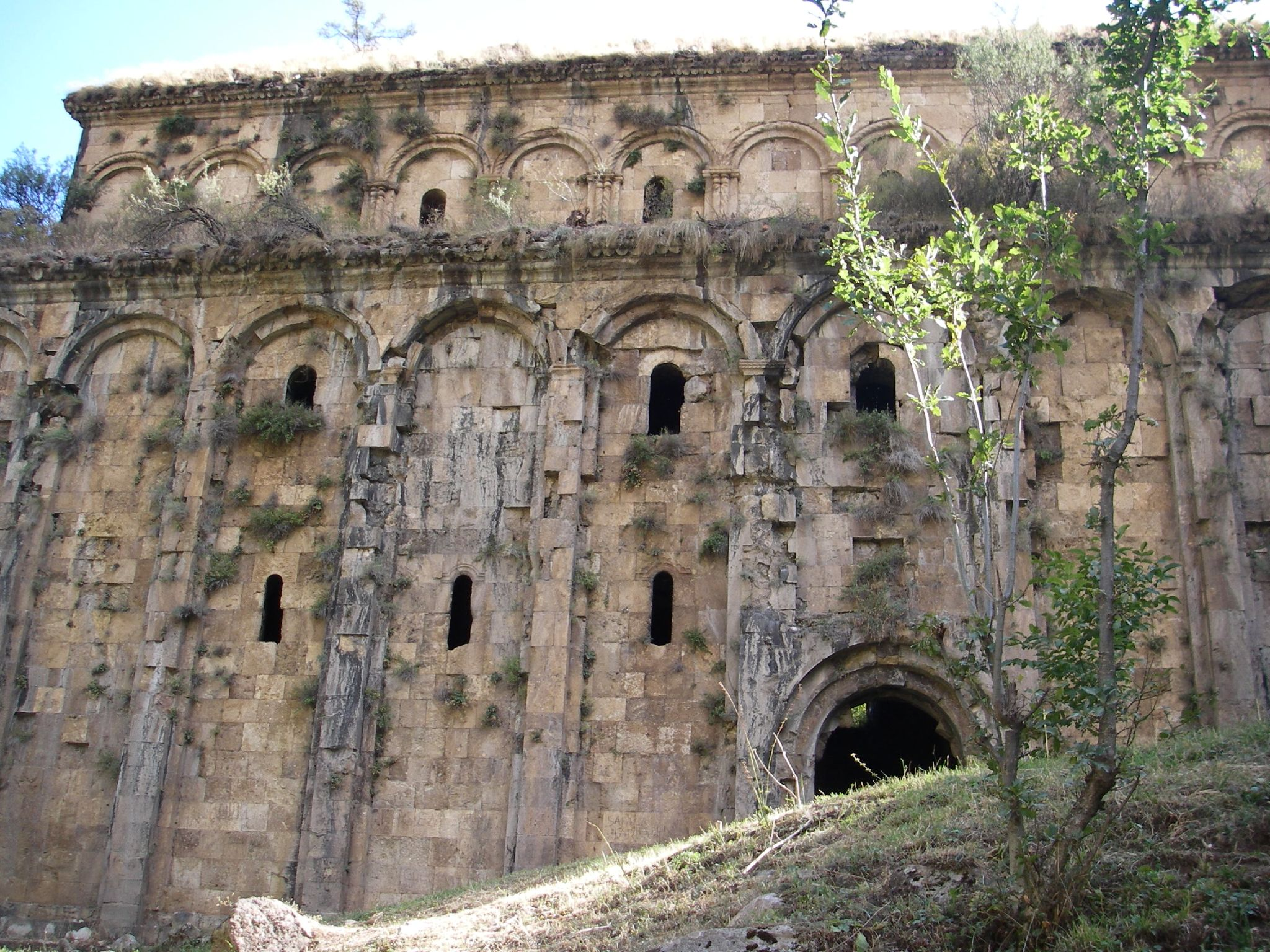
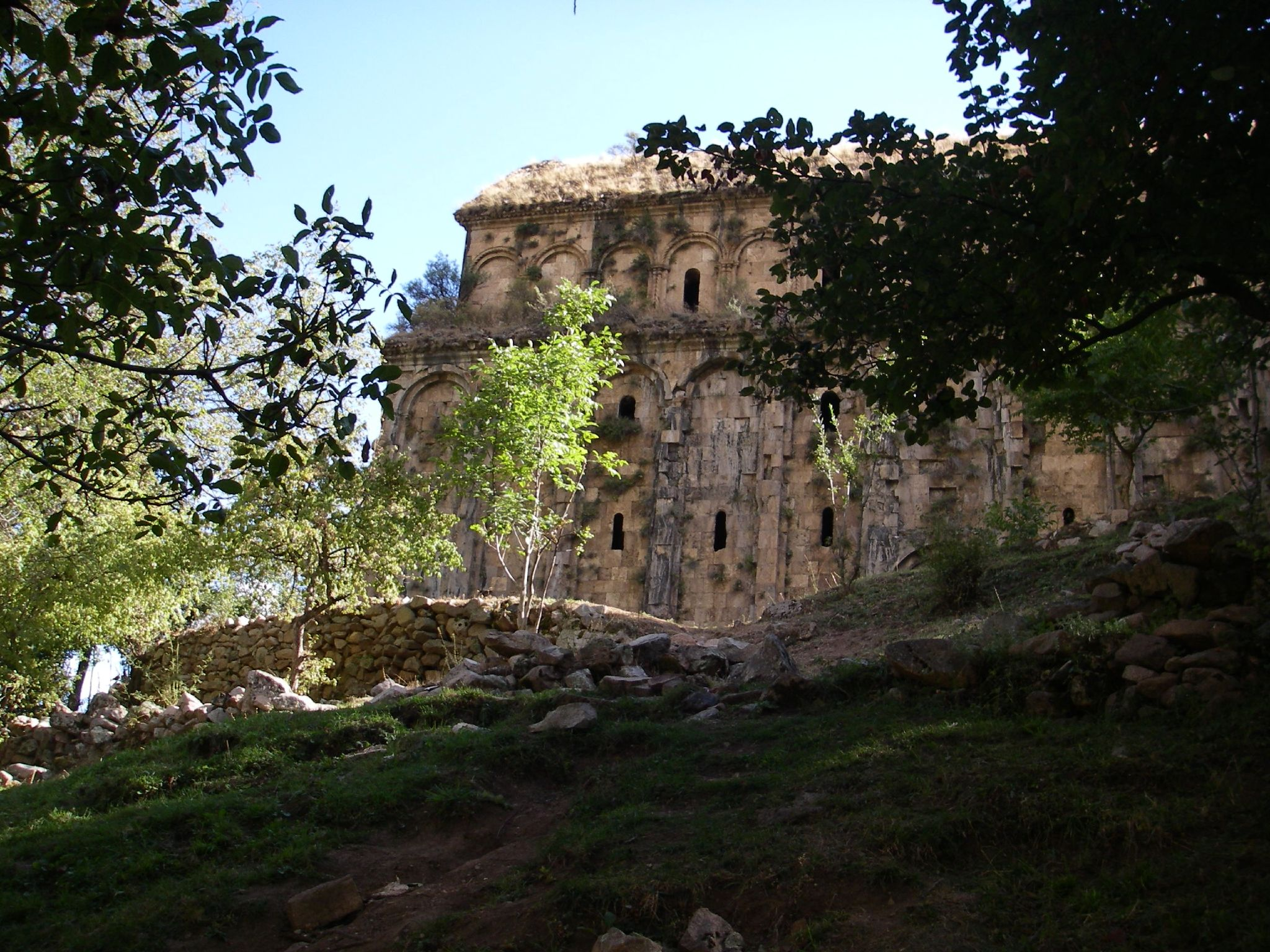
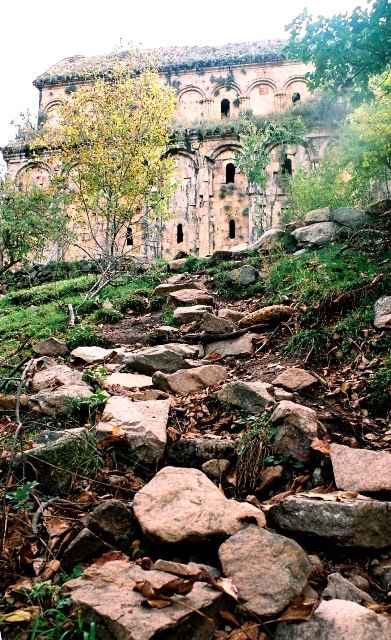